# Universidad de Batna
La Universidad Hash Lajder (en francés: Université Hadj Lakhder) es una universidad pública argelina situada en la ciudad de Batna, en la región de los Aurés.
El centro obtiene el estatus universitario en el año 1990.

## Historia
Durante los años 70, el antiguo hospital de la ciudad de Batna se transforma en centro universitario. Por aquel entonces, el centro recibía el nombre del profesor Madani Abrouk y tan solo se impartían los estudios de Medicina, Mecánica e Ingeniería civil.
En 1990, el centro universitario goza ya del estatus de universidad y recibirá el nombre actual de Universidad Hash Lajder.
La universidad de Batna es la séptima por importancia en el país y ocupa la posición sexuagésimo segunda en toda África.

## Organización
Actualmente la universidad dispone de diversos campus, varias facultades y un Instituto de Higiene y seguridad.
Los lugares son Campus Hash Lajder, CUB I, CUB II, Campus Tahar H’liss, ITE Larbi Tebessi, MATUC, ISM Complejo Biomédico, CFPA route de Tazoult.
La universidad se estructura en las siguientes facultades:
- Facultad de Ciencias tecnológicas
- Facultad de Derecho
- Facultad De Ciencias económicas
- Facultad de Medicina
- Facultad de Letras y lenguas
- Facultad de Ciencias islámicas.